# Hello, Dolly! (саундтрек)
Hello, Dolly! — саундтрек в исполнении Барбры Стрейзанд и актёров фильма «Хелло, Долли!» 1969 года. Альбом был выпущен на виниле в октябре 1969 года на лейбле 20th Century Fox Records и спустя несколько лет был переиздан компакт-кассетах и компакт-дисках. Все актёры сами исполнили свои музыкальные номера, за исключением Марианн Макэндрю, чья партии дублировала Мелисса Стаффорд для сольных номеров и Джильда Мэйкен для групповых.

## Об альбоме
Известный композитор Джерри Херман специально для кино-адаптации мюзикла «Хелло, Долли!» подготовил две новые песни, которые не были частью оригинального бродвейского спектакля. Новая баллада «Love is Only Love» основывалась на инструментальной версии песни «Gotta Be a Dream», которую Херман написал для своего мюзикла 1961 года, Madame Aphrodite. Он переписал «Gotta Be a Dream» как «Love Is Only Love» в 1966 году, для своего мюзикла Mame, но песня в итоге не стала частью шоу. В 1969 Херман сделал очередную версию песни специально для Стрейзанд для фильма «Хелло, Долли!». Он также написал для Барбры песню «Just Leave Everything to Me», которая заменила «I Put My Hand In» из оригинальной постановки.
Саундтрек-альбом Hello, Dolly! выходил в разное время в трёх различных вариантах. Первоначально он был издан на лейбле 20th Century Fox Records в 1969 году как «deluxe album». В начале 1980-х компания PolyGram выкупила 20th Century Fox Records, и все записи были отданы под руководство Casablanca Records. В начале 1982 года на лейбле Casablanca Records саундтрек был переиздан. В течение многих лет саундтрек Hello, Dolly! был единственным альбомом Стрейзанд, не доступным на компакт-диске. В 1994 году Philips (компания-учредитель Polygram) впервые издала Hello, Dolly! на CD. К 1994 году Polygram владела правами на оригинальный альбом, а также на принадлежавшие 20th Century Fox архивные музыкальные элементы, которые были использованы при создании альбома. Продюсер CD-версии альбома, Ник Редман, настоял на том, чтобы новая версия альбома была создана из оригинальных многодорожечных записей, а не просто оцифрована с оригинальных пластинок. На данный момент Polygram поглощен Universal Music Group.

## Коммерческий успех
В альбомном чарте США Billboard Top LPs пластинка дебютировала 15 ноября 1969 года на 177-м месте. 7 февраля 1970 года альбом достиг своего пика — № 49. Несмотря на то, что в чарте альбом провел больше 8 месяцев, он стал коммерческим провалом, не удостоившись сертификации RIAA.
С альбома вышло два сингла. Первый, «Before the Parade Passes By» / «Love is Only Love», вышел в декабре 1969 года на лейбле Columbia Records. 24 сентября 1969 года Стрейзанд специально провела день в студии для записи новых версий двух песен с саундтрека, с целью последующего выпуска их в качестве синглов. Одной из этих песен стала «Before the Parade Passes By». Новая версия была аранжирована Питером Мэтцем и спродюсирована Уолтером Голдом. Эту версию Барбра исполняла во время серии концертов, проходящих в Лас-Вегасе летом 1969 года. Одновременно с релизом этого сингла, на лейбле 20th Century Fox Records вышел промосингл «Hello, Dolly!» со стерео и моно версиями песни. Сингловая версия «Hello, Dolly!» была короче альбомной и содержала альтернативную вокальную дорожку.

## Обложка
Ричарду Амселу было 22 года, когда он, студент Университета искусств Филадельфии, выиграл общенациональный конкурс на дизайн постера к Hello, Dolly!, спонсируемый компанией 20th Century Fox. Амсел работал впоследствии над многими крупными проектами, он создавал постеры к таким фильмам как «Индиана Джонс: В поисках утраченного ковчега» и «Смерть на Ниле», а также обложки ранних альбомов и афиши концертов Бетт Мидлер.

## Список композиций
Слова и музыка всех песен — написаны Джерри Херманом.
| №  | Название                      | Исполнитель                      | Длительность |
| -- | ----------------------------- | -------------------------------- | ------------ |
| 1. | «Just Leave Everything to Me» | Барбра Стрейзанд                 | 3:22         |
| 2. | «It Takes a Woman»            | Уолтер Маттау                    | 3:03         |
| 3. | «It Takes a Woman (Reprise)»  | Барбра Стрейзанд                 | 2:13         |
| 4. | «Put on Your Sunday Clothes»  | Барбра Стрейзанд, Майкл Кроуфорд | 5:27         |
| 5. | «Ribbons Down My Back»        | Мелисса Стаффорд, Джильда Мэйкен | 2:26         |
| 6. | «Dancing»                     | Барбра Стрейзанд, Майкл Кроуфорд | 3:26         |
| 7. | «Before the Parade Passes By» | Барбра Стрейзанд                 | 4:50         |

| №  | Название                 | Исполнитель                                     | Длительность |
| -- | ------------------------ | ----------------------------------------------- | ------------ |
| 1. | «Elegance»               | Майкл Кроуфорд                                  | 2:55         |
| 2. | «Love Is Only Love»      | Барбра Стрейзанд                                | 3:07         |
| 3. | «Hello, Dolly!»          | Барбра Стрейзанд, Луи Армстронг                 | 7:50         |
| 4. | «It Only Takes a Moment» | Майкл Кроуфорд                                  | 4:07         |
| 5. | «So Long Dearie»         | Барбра Стрейзанд                                | 2:36         |
| 6. | «Finale»                 | Майкл Кроуфорд, Барбра Стрейзанд, Уолтер Маттау | 4:16         |

## Позиции в хит-парадах
Годовые чарты:
| Год  | Хит-парад     | Позиция |
| ---- | ------------- | ------- |
| 1970 | Италия (FIMI) | 53      |